# Фер-Оукс (Оклахома)
Фер-Оукс (англ. Fair Oaks) — місто (англ. town) в США, в округах Вагонер і Роджерс штату Оклахома. Населення — 73 особи (2020).

## Географія
Фер-Оукс розташований за координатами 36°10′12″ пн. ш. 95°41′59″ зх. д. / 36.17000° пн. ш. 95.69972° зх. д. (36.169990, -95.699748).  За даними Бюро перепису населення США в 2010 році місто мало площу 19,83 км², з яких 19,82 км² — суходіл та 0,01 км² — водойми.

## Демографія
Згідно з переписом 2010 року, у місті мешкали 103 особи в 40 домогосподарствах у складі 27 родин. Густота населення становила 5 осіб/км².  Було 45 помешкань (2/км²).
Расовий склад населення:
| - 79,6 % — білих - 10,7 % — корінних американців - 1,0 % — осіб інших рас |

До двох чи більше рас належало 8,7 %. Частка іспаномовних становила 1,0 % від усіх жителів.
За віковим діапазоном населення розподілялося таким чином: 23,3 % — особи молодші 18 років, 63,1 % — особи у віці 18—64 років, 13,6 % — особи у віці 65 років та старші. Медіана віку мешканця становила 34,8 року. На 100 осіб жіночої статі у місті припадало 134,1 чоловіків;  на 100 жінок у віці від 18 років та старших — 113,5 чоловіків також старших 18 років.
Середній дохід на одне домашнє господарство  становив 72 062 долари США (медіана — 77 813), а середній дохід на одну сім'ю — 106 192 долари (медіана — 126 875). Медіана доходів становила 45 833 долари для чоловіків та 62 500 доларів для жінок. За межею бідності перебувало 3,6 % осіб, у тому числі 0,0 % дітей у віці до 18 років та 0,0 % осіб у віці 65 років та старших.
Цивільне працевлаштоване населення становило 35 осіб. Основні галузі зайнятості: виробництво — 25,7 %, освіта, охорона здоров'я та соціальна допомога — 25,7 %, транспорт — 14,3 %, роздрібна торгівля — 14,3 %.